# Selitkan
Il Selitkan (in russo Селиткан?) è un fiume dell'Estremo oriente russo, affluente di destra della Selemdža (bacino idrografico dell'Amur). Scorre nel Selemdžinskij rajon dell'Oblast' dell'Amur.
La sorgente del fiume si trova sul versante occidentale dei monti Jam-Alin'. Nell'alto corso il fiume si dirige verso nord, poi gira a ovest e scorre nella valle tra le catene montuose Selemdžinskij (a nord) e Selitkanskij (a sud). Nell'ultimo tratto volge a sud sino a sfociare nella Selemdža a 482 km dalla foce. Il fiume è lungo 180 km e il suo bacino misura 2 970 km². Non ci sono centri abitati lungo il suo corso.